# Adalatherium hui
Adalatherium hui war ein katzengroßes Säugetier, das während der Oberkreide vor 66 Millionen Jahren auf Madagaskar (ehemaliger Kontinent Gondwana) lebte.
Die ersten fossilen Überreste der Art wurden aus der Maevarano-Formation im Nordwesten Madagaskars geborgen. Die Entdeckung der Fossilien wurde im April 2020 bekannt gegeben. Es handelt sich dabei um ein nahezu vollständiges und gut erhaltenes Skelett – das bislang vollständigste aller Säugetiere des Mesozoikums auf der Südhalbkugel.

## Merkmale
Das fossile Säugetier war bei einem Körpergewicht von ca. 3,1 kg etwa so groß wie eine Hauskatze und damit für seine Zeit ungewöhnlich groß. Die meisten Säugetiere, die neben Dinosauriern lebten, waren viel kleiner, im Durchschnitt mausgroß.
Der Schädel hatte mehr Fenster (Foramina) als jedes andere bekannte Säugetier. Sie dienten als Durchgänge für Nerven und Blutgefäße, die eine sehr empfindliche, mit Schnurrhaaren ausgestattete, Schnauze versorgten. Zudem gibt es ein sehr großes Loch auf der Spitze seiner Schnauze, für das es keine Parallele in irgendeinem bekannten lebenden oder ausgestorbenen Säugetier gibt.
Die Zähne des Tieres unterscheiden sich im Aufbau erheblich von denen aller bekannten Säugetiere. Die Wirbelsäule hatte mehr Wirbel als jedes mesozoische Säugetier und einer seiner Beinknochen war seltsam gekrümmt.
Im Fossil beschreibt die Gehörschnecke bereits deutlich mehr als eine halbe Windung. Dies passt nicht zu den frühen Säugetieren, bei denen diese in der Regel gestreckt war.